# Саватије Божић
Саватије Божић (Река, код Краљева, 28. децембар 1859 — Краљево, 8. август 1960) био је српски свештеник и јавни радник.

## Биографија
Саватије Божић је рођен 28. децембра 1859. године у селу Река код Краљева, од оца Јована и мајке Анђелије, у породици која је важила као једна од имућнијих. Школовање је започео 1867. године у Манастиру Студеници, где је научио читање и певање. Учитељ је саветовао Саватијевог оца да му омогући наставак школовања, што је отац одбио јер није имао довољно новца. Ипак, Саватије је наставио да долази у манастир, где је учио од гимназијалаца који су током летњег распуста долазили у Студеницу. Учествовао је као шеснаестогодишњак у Српско-турским ратовима, у одреду Саве Дечанца. По окончању ратова уписао је богословију у Београду, коју је завршио 1882. године.
По завршетку богословије, желео је да настави школовање на некој од руских државних академија, али су његови родитељи инсистирали да се запосли и оснује породицу. Радио је као учитељ мушке школе у Рашкој, а 1884. године је постао парох у овој вароши, давши оставку на место учитеља. Обновио је месни храм, 1885. године основао читоаницу (чији је предсеник био све до одласка из Рашке) и Друштво за пошумљавање голети. Био је и повереник београдског Друштва Свети Сава за Рашку. Године 1893. био је изабран за народног посланика за округ Руднички.
Од 1894. године је био свештеник у Краљеву, где је био премештен на властиту молбу. Поред дужности мирског свештеника у Краљеву, годинама је обављао и дужност свештеника у гарнизону Шумадијске дивизијске области. Хонорарно је вршио и дужност свештеника у краљевачкој болници. Писао је за неколико црквених листова. Био је члан Управног и Редакцијског одбора Свештеничког удружења Епархије жичке. Од 1921. до 1924. био је члан Великог духовног суда у Сремским Карловцима, а потом, од 1924. до 1935. био је архијерејски намесник среза Жичког. Пензионисан је 1938. године као протојереј-ставрофор.
Божић се активно бавио јавним пословима. Радио је на верском просвећивању својих парохијана, обновио је цркву у Градцу и звонару краљевачке цркве. Био је оснивач Црвеног крста у Краљеву и његов дугогодишњи председник. Учествовао је у оснивању Гимназије у Краљеву 1909. године и организовању пољопривредних изложби. Године 1927. постао је први председник краљевачког Аероклуба. Био је оснивач болничарског курса. Заједно са Петром Богавцем, Милутином Веснићем, Светозаром Буњаком и среским лекаром Димитријем Антићем био је један од организатора испитивања лековитости воде у Матарушкој Бањи и њеног претварања у лечилиште. Био је члан и Управе за чување народног здравља, патриотског друштва Ибарска легија, певачке дружине Свети Сава, као и председник Народне одбране и Пољопривредног среског одбора среза жичког.
Током Првог светског рата и окупације Србије био је осуђен од стране окупатора на смрт јер је био председник Народне одбране. Ипак, био је помилован и послат јануара 1916. године у логор у Нежидеру у Мађарској. У овом логору је остао до јула 1918. године. Приликом ослобођења Краљева 1918. Божић је организовао Одбор за дочек и исхрану Српске и савезничке војске.
Одликован је Орденом Белог орла 1924. године. Црвени крст му је доделио Златни орден Црвеног крста, а краљевачки одбор ове организације му је даровао писану похвалницу. Црква му је доделила чин протојереја-ставрофора и напрсни крст.
Саватије се 1884. године оженио Босиљком, ћерком краљевачког трговца Хаџи Јосифа Алексића. Саватије и Босиљка су имали десеторо деце, седам синова и три кћери, али су им три сина умрла у раном детињству. Њихов син Добривоје Божић био је конструктор прве аутоматске ваздушне кочнице на железници. Свастика Саватија Божића била је Драга Петровић, српска добротворка.
Саватије Божић је преминуо 8. августа 1960. године у Краљеву.